# Darío Letona
Darío Letona (Arequipa, 11 de octubre de 1903 - Fecha y lugar de fallecimiento desconocidos), fue un boxeador y entrenador peruano.

## Carrera

### Otros deportes
En Brasil, Darío Letona surgió en Santos en la década de 1930, presentándose como profesor de gimnasia y preparador físico, graduado con el Curso de Deportes y Masajes de la Escuela Militar de Chorrillos en Lima (Perú). En esta época, también se exhibía en varias ciudades del país en peleas de boxeo.
En la Asociación Atlética de los Portuarios de Santos y en la Portuguesa Santista, trabajó en la preparación y entrenamiento de boxeadores aficionados, una función que volvería a desempeñar años más tarde en 1947, en el Atlético Mineiro.
En 1942, se graduó en la Escuela Superior de Educación Física de São Paulo (actual USP) con el Curso Especializado de Fútbol y Tenis, habiendo obtenido previamente su título de la Escuela Militar de Chorrillos. También fue profesor de esgrima, tenis, natación y boxeo. También ocupó el cargo de profesor de Educación Física en el Ginásio Municipal de Barretos, en el interior de São Paulo.

### Fútbol
Entrenó diversos equipos de fútbol en Brasil, incluyendo al Santos,
Portuguesa Santista, Guarani, Figueirense, Internacional, Atlético Mineiro, Vitória, Coritiba y Noroeste.
En 1946, dirigió la Selección de Goiás en el Campeonato Brasileño de Selecciones Estatales.
Escribió un libro sobre técnicas y tácticas de fútbol, mostrando, por ejemplo, el lanzamiento lateral directo a la portería, y afirmaba ser el creador del esquema 4-2-4. También registró en el registro civil de la ciudad de Pelotas haber sido el autor de la táctica "sanfona" 3-2-5.

## Clubes

### Como entrenador
| Club                | País   | Año       |
| ------------------- | ------ | --------- |
| Santos              | Brasil | 1940-1941 |
| Guarani             | Brasil | 1943      |
| Figueirense         | Brasil | 1943      |
| Comercial S-P       | Brasil | 1944      |
| Internacional       | Brasil | 1944-1946 |
| Atlético Mineiro    | Brasil | 1947      |
| Vitória             | Brasil | 1948      |
| Coritiba            | Brasil | 1949      |
| Náutico             | Brasil | 1951-1952 |
| Noroeste            | Brasil | 1954      |
| Criciúma            | Brasil | 1955      |
| Fluminense          | Brasil | 1957      |
| Operário-PR         | Brasil | 1958      |
| Portuguesa Santista | Brasil | 1959-1960 |
| EC Pelotas          | Brasil | 1961      |